# Waite-Inseln
Die Waite-Inseln sind eine Gruppe kleiner Inseln in der Amundsensee vor der Walgreen-Küste des westantarktischen Ellsworthlands. Sie liegen 10 km westlich des Kap Waite, des nordwestlichen Ausläufers der King-Halbinsel.
Der United States Geological Survey kartierte sie anhand eigener Vermessungen und Luftaufnahmen der United States Navy aus den Jahren zwischen 1960 und 1966. Das Advisory Committee on Antarctic Names benannte sie 1968 nach dem benachbarten Kap. Dessen Namensgeber ist Amory Hooper Waite Jr. (1902–1985), ein Teilnehmer an der zweiten Antarktisexpedition (1933–1935) des US-amerikanischen Polarforschers Richard Evelyn Byrd, an der Fahrt auf dem Eisbrecher Atka im Jahr 1955 sowie an die Expedition der US Navy in die Bellingshausen-See (1959–1960).